# اورگونین
اورِگونیَن یک روزنامه مهم در پورتلند، اورگن است که به صورت روزانه توسط انتشارات ادونس منتشر می‌شود. این روزنامه قدیمی‌ترین روزنامه در ساحل باختری آمریکا است.